# 休·本內特
休·本內特（英語：Huw Bennett；1983年6月11日—）是一位已經退役的威爾斯橄欖球運動員。他是威爾斯國家橄欖球隊的一員，代表威爾斯參加了2011年世界盃橄欖球賽。他現在是一位橄欖球教練。